# Sifna
Sifna est une localité du Cameroun située dans le département du Logone-et-Chari et la Région de l'Extrême-Nord, à la frontière avec le Tchad. Elle fait partie de la commune de Zina.

## Population
Lors du recensement de 2005, la localité comptait 778 habitants. Le Plan communal de développement (PCD) de 2011 fait état de 665 personnes.